# Ileo (intestino)
Nell'anatomia dell'apparato digerente l'ileo (lat. ileum) è la parte finale dell'intestino tenue, preceduto da duodeno e digiuno. È separato dal cieco dalla valvola ileocecale.
Nell'uomo misura dai 2 ai 4 metri, diametro compreso tra i 2 e 3 cm ed il suo pH è generalmente compreso tra 7 ed 8.
La sua funzione principale è quella di assorbire la vitamina B12, gli acidi della bile ed eventuali prodotti non assorbiti dal digiuno.